# Maciejowice (Garwolin)
Pour les articles homonymes, voir Maciejowice.
Maciejowice (prononciation : [mat͡ɕejɔˈvit͡sɛ]) est un village polonais de la gmina de Maciejowice dans le powiat de Garwolin de la voïvodie de Mazovie dans le centre-est de la Pologne.
Il est le siège administratif de la gmina appelée gmina de Maciejowice.
Il se situe à environ 25 kilomètres au sud de Garwolin (siège du powiat) et à 71 kilomètres au sud-est de Varsovie (capitale de la Pologne).
Le village possède approximativement une population de 1 400 habitants.

## Histoire
De 1975 à 1998, le village appartenait administrativement à la voïvodie de Siedlce.